# La Naïade de Vors
La Naïade de Vors, nommée également Fontaine Gally est une statue de Denys Puech située sur la place Foch à Rodez.

## Localisation
La Naïade de Vors est située à Rodez, sur le côté nord de la place Foch, où elle surplombe une fontaine circulaire dans laquelle elle déverse l'eau de sa cruche. Une reproduction miniature est en exposition au musée Denys-Puech.

## Histoire
En 1879, la mairie de Rodez lance un concours pour souligner l'adduction d'eau mise en place en 1859, depuis Vors jusqu'à Rodez. Denys Puech remporte le premier prix du concours à l'École des Beaux-Arts de Toulouse, et reçu les fonds (2 500 F) pour commencer sa statue. Les pierres furent fournies par la ville de Rodez. François Gally participa à son financement. Elle fut inaugurée le 14 juillet 1882, à Rodez. Elle est inscrite au titre des monuments historiques par arrêté du 4 octobre 1973.